# Rafael Rodríguez Colón
Rafael Rodríguez Colón (* 14. Oktober 1906 in Mao; † unbekannt) war ein dominikanischer Mediziner, Politiker und Musiker.
Colón besuchte die Escuela Graduada Mixta, studierte Musik bei Rafael Emilio Arté und spielte Klarinette und Schlagzeug in der Städtischen Musikkapelle von Mao. Später war er Mitglied des Orquesta Sinfónica Nacional unter der Leitung von Enrique Casal Chapí und spielte als Kammermusiker in einen Oktett.
1942 schloss er ein Studium als Doktor der Medizin ab, und nach einem Praktikum am Hospital de Gaspar Hernández eröffnete er 1945 in Mao eine Privatklinik. Er war mehrfach Präsident des Stadtrates von Mao, außerdem Abgeordneter des Nationalkongresses und von 1970 bis 1974 Senator für die Provinz Valverde. Außerdem fungierte er als Médico Legista der Provinz und war Präsident der Asociación Médica del Norte.

## Quelle
- Mao en la Historia – Rafael Rodríguez Colón

| Personendaten    | Personendaten                               |
| ---------------- | ------------------------------------------- |
| NAME             | Rodríguez Colón, Rafael                     |
| KURZBESCHREIBUNG | dominikanischer Arzt, Politiker und Musiker |
| GEBURTSDATUM     | 14. Oktober 1906                            |
| GEBURTSORT       | Mao (Dominikanische Republik)               |
| STERBEDATUM      | 20. Jahrhundert                             |